# José Sepúlveda
José Ángel Sepúlveda Badilla (Cauquenes, 30 de noviembre de 1922-25 de marzo de 2009) fue un futbolista chileno que jugaba en la posición de mediocampista. Se desempeñó en Universidad de Chile y en la selección chilena, en donde formó parte de los planteles que disputaron los Campeonatos Sudamericanos de 1946 y 1947.